# 虢季子白盤
虢季子白盤（かくきしはくばん、拼音: Guójì Zǐbaí Pán、英語: The Guoji Zibai pan、簡体字: 虢季子白盘）は、西周時代（紀元前1046年 - 紀元前771年）の青銅製角型容器である。
清代の大光時代（1821-1851年）に陝西省宝鶏市陳倉区で出土し、現在は北京の中国国家博物館に展示されている。

## 概要
中国史において非常に重要な考古資料のひとつ。バスタブ状の形をした青銅器で、紀元前8世紀から紀元前7世紀ごろに作られたものとされており、殷や周の文化を知るための手がかりとなる重要な資料である。特に注目されるのは器の表面に刻まれた文字で、これは古代中国の文字である金文に分類される。
虢季子白盤には虢季子に関する記録が刻まれており、彼がどのような地位や役割にあったかが示唆される。また、当時の礼器や儀式に関連する情報も多く含まれている。 
虢季子白盤は、古代の文字文化や歴史を知る上でも非常に重要な考古資料である。

## 碑文

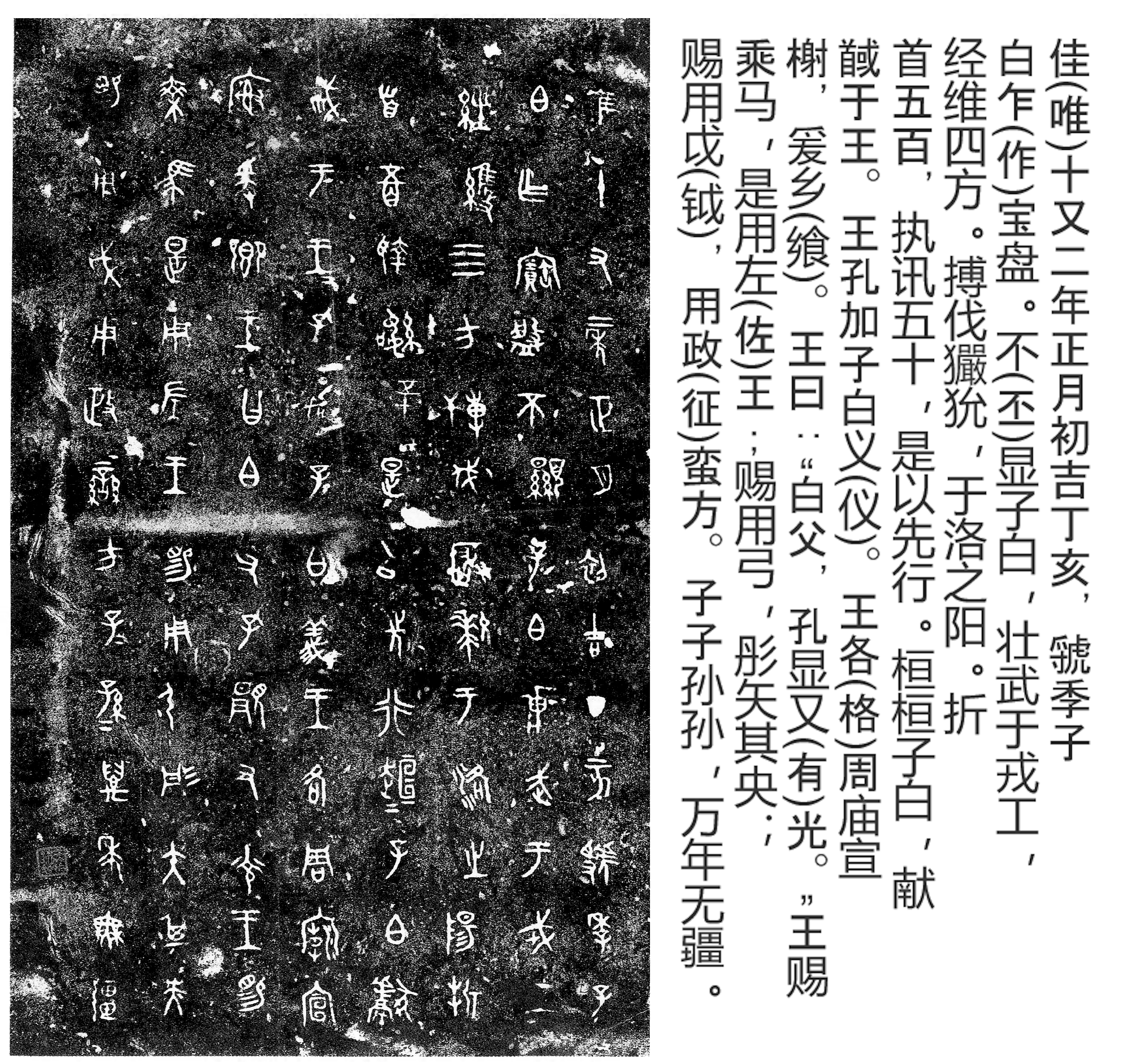
虢季子白盤の碑文とその転写